# 恩贾梅纳体育场
恩贾梅纳体育场是一座位于乍得首都恩贾梅纳的在建体育场，预计投资500亿非洲金融共同体法郎，是乍得国家级体育场。

## 概况
乍得恩贾梅纳体育场项目于2018年由华建集团上海建筑设计研究院有限公司中标，该项目位于乍得共和国首都恩贾梅纳市东南部第七区芒贾法地块，与喀麦隆隔河相望，用地面积16公顷，可容纳3万人同时观赛，主要包括一座3万人座的主体育场、一块足球训练场地、以及若干篮球、手球、网球、排球等体育运动的场地，未来有望承办非洲国家杯等相关赛事。工程于2019年9月正式开工，目前尚在建设中。乍得政府认为，建成后的恩贾梅纳体育场将成为国家团结与社会凝聚力的象征。

## 命名
恩贾梅纳体育场暂时没有宣布正式的名称。尽管有传言称体育场将极有可能以首任乍得总统弗朗索瓦·托姆巴巴耶的名字命名，但在奠基仪式上，时任乍得青体部长的阿卜杜拉耶则表示，希望将球场命名为8月8日体育场。这一日期既是奠基仪式举行的当天，亦为乍得时任总统伊德里斯·代比自1996年8月8日开启第四次任期之后，正式开始新一次任期之日。但是目前为止，乍得官方还未就球场的命名出台具体决定。中华人民共和国政府则将这一体育场称之为恩贾梅纳体育场，整项工程称为援乍得恩贾梅纳体育场项目。